# Rejon okmiański
Rejon okmiański (lit. Akmenės rajono savivaldybė) – rejon w północnej Litwie.